# Leptogaster salina
Leptogaster salina är en tvåvingeart som beskrevs av Pavel Lehr 1972. Leptogaster salina ingår i släktet Leptogaster och familjen rovflugor. Inga underarter finns listade i Catalogue of Life.